# Wadi Muqaddam
Das Wadi Muqaddam ist ein ausgetrockneter Flusslauf im Sudan.

## Verlauf
Das Wadi erstreckt sich über 320 km etwa von westlich von Omdurman bis zum südwestlichen Nilbogen bei Korti und so die Wüste Bayuda nach Westen hin abgrenzt. Einige Wissenschaftler sind anhand von Bodenproben zu der Ansicht gelangt, dass der Weiße Nil einst durch das Wadi floss.
Das Wadi ist archäologisch interessant wegen Keramikfunden aus dem Mesolithikum und der Ausgrabungsstätte Al-Meragh.